# Weltunion der Schäferhundvereine
Die Weltunion der Vereine für Deutsche Schäferhunde e. V. (WUSV) ist der internationale Dachverband für Vereine für Deutsche Schäferhunde.

## Geschichte
Im Mai 1968 gründeten in Augsburg die Vertreter von Schäferhundvereinen aus elf Nationen  den EUSV (Europa-Union der Schäferhundvereine). Die Gründungsvereine kamen aus Belgien, Dänemark, Finnland, Großbritannien, Frankreich, den Niederlanden, Italien, Österreich, der Schweiz, der damaligen Tschechoslowakei und der Bundesrepublik Deutschland.
Fünf Jahre später ging der Verband in der WUSV (Weltunion der Schäferhundvereine) auf, mit 74 Mitgliedsvereinen aus 63 Ländern. Ihr Ziel: Einheitlicher Rassestandard, Abgleichen der Standpunkte und der Beurteilung deutscher Schäferhunde in Zucht und Leistung, Klärung offener Fragen über Zucht und Ausbildung, Aufzucht und Haltung sowie die Bekämpfung von Erbkrankheiten. Ihre Zentrale residiert unter einem Dach mit dem Verein für Deutsche Schäferhunde (SV) e.V. in Augsburg.